# Earl of Lanesborough
Earl of Lanesborough war ein erblicher britischer Adelstitel in der Peerage of Ireland.

## Verleihung und Geschichte des Titels
Der Titel wurde am 20. Juli 1756 für den irischen Politiker Humphrey Butler, 2. Viscount Lanesborough, geschaffen. Bereits 1735 hatte er von seinem Vater die fortan nachgeordneten Titel als 2. Viscount Lanesborough und 3. Baron Newtown-Butler geerbt. Ersterer war seinem Vater am 12. August 1728 und Letzterer seinem Großvater am 21. Oktober 1715 verliehen worden, beide ebenfalls in der Peerage of Ireland. Alle drei Titel erloschen beim Tod seines Urururenkels, des 9. Earls, der keine männlichen Nachkommen hinterließ, am 21. Dezember 1998.

## Liste der Titelinhaber

### Barons Newtown-Butler (1715)
- Theophilus Butler, 1. Baron Newtown-Butler (um 1669–1723)
- Brinsley Butler, 2. Baron Newtown-Butler (1670–1735) (1728 zum Viscount Lanesborough erhoben)

### Viscounts Lanesborough (1728)
- Brinsley Butler, 1. Viscount Lanesborough (1670–1735)
- Humphrey Butler, 2. Viscount Lanesborough (um 1700–1768) (1756 zum Earl of Lanesborough erhoben)

### Earl of Lanesborough (1756)
- Humphrey Butler, 1. Earl of Lanesborough (um 1700–1768)
- Brinsley Butler, 2. Earl of Lanesborough (1728–1779)
- Robert Butler, 3. Earl of Lanesborough (1759–1806)
- Brinsley Butler, 4. Earl of Lanesborough (1783–1847)
- George Butler-Danvers, 5. Earl of Lanesborough (1794–1866)
- John Butler, 6. Earl of Lanesborough (1839–1905)
- Charles Butler, 7. Earl of Lanesborough (1865–1929)
- Henry Butler, 8. Earl of Lanesborough (1868–1950)
- Denis Butler, 9. Earl of Lanesborough (1918–1998)